# Talhamar

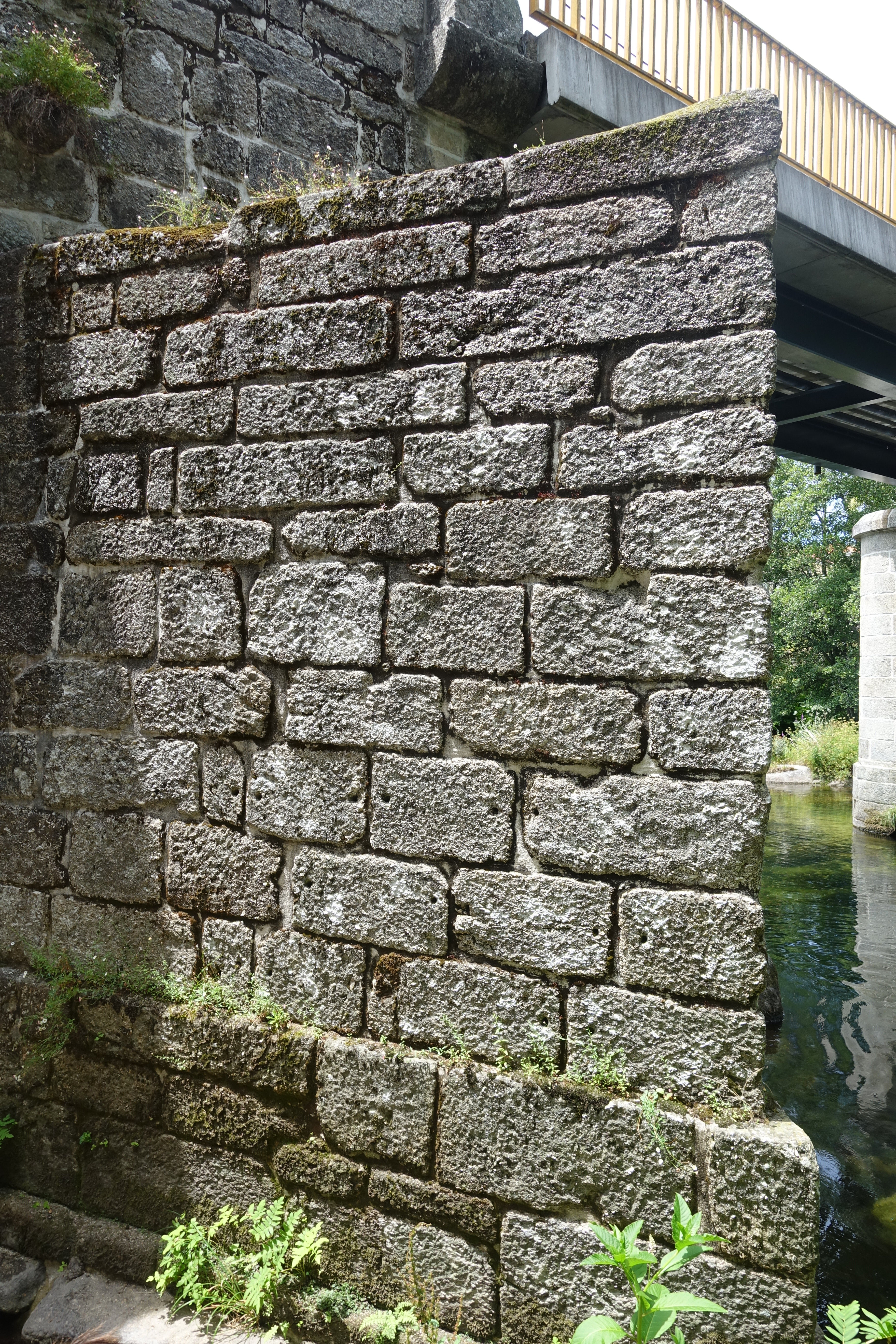

O talhamar de uma ponte é a parte de um pilar de ponte com forma apropriada para facilitar o escoamento do curso de água. Normalmente os talhamares voltados para montante são triangulares, enquanto os voltados para jusante podem ter outras formas como semicírculo.